# Lorenzo Hermoso de Mendoza
Lorenzo Hermoso de Mendoza fue un clérigo secularizado español de mediados del siglo XVIII.
Se le nombra como abate y se le califica de indiano, es decir, español proveniente de la América Española. Estaba secularizado y casado con una viuda rica. Su posición en la Corte madrileña era suficiente como para estar introducido en Palacio.
Las escasas noticias sobre este personaje se restringen a su participación en el motín de Esquilache (Madrid, 1766). Considerado ensenadista (partidario del Marqués de la Ensenada y de los jesuitas), fue detenido en otoño de ese año. Los fiscales pidieron que se le diese tormento hasta que confesase, y que se le condenase a muerte. No obstante, mantuvo su inocencia. Acusaba a su vez a los albistas ("Alba y su pandilla") de ser los instigadores del motín; o bien alegaba que el motín había sido "un 
delito casual, repentino y subitáneo", con el que no tenía nada que ver.
Su causa, derivada de la Pesquisa Secreta que llevó a cabo Pedro Rodríguez Campomanes, aún no se había concluido en 1768. Culpado de complicidad en la organización del motín, se le impusieron diez años de destierro de la Corte, y fue encarcelado en la ciudadela de Pamplona.